# Diaphragme sellaire

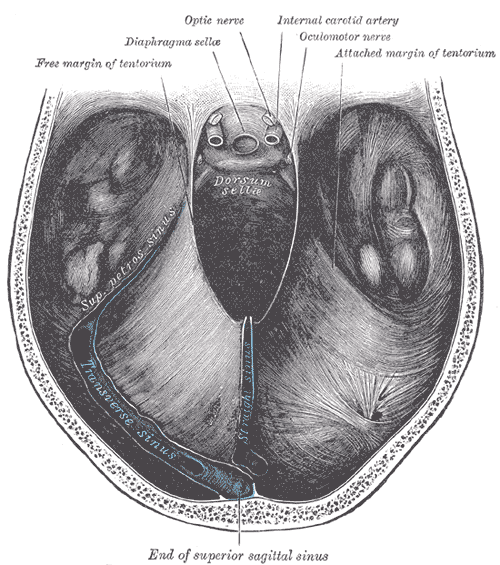
Le diaphragme sellaire est une expansion de dure-mère qui vient entourer la tige pituitaire. Il s'établit entre le tuberculum sellae et le dorsum sellae de l'os sphénoïde.
Le diaphragme sellaire étant constitué de dure-mère, méninge la plus dure (pachyméninge), permet la protection de l'hypophyse, et sa séparation correcte avec l'hypothalamus.